# Кястутіс Марчюльоніс
Кястутіс Марчюльоніс (нар. 4 квітня 1977, Каунас, Литовська Радянська Соціалістична Республіка) — литовський баскетболіст.
Бронзовий призер Олімпійських ігор 2000 року.
Переможець Юнацького чемпіонату Європи (U-18) 1994 року.